# Jesus explicando a Lei

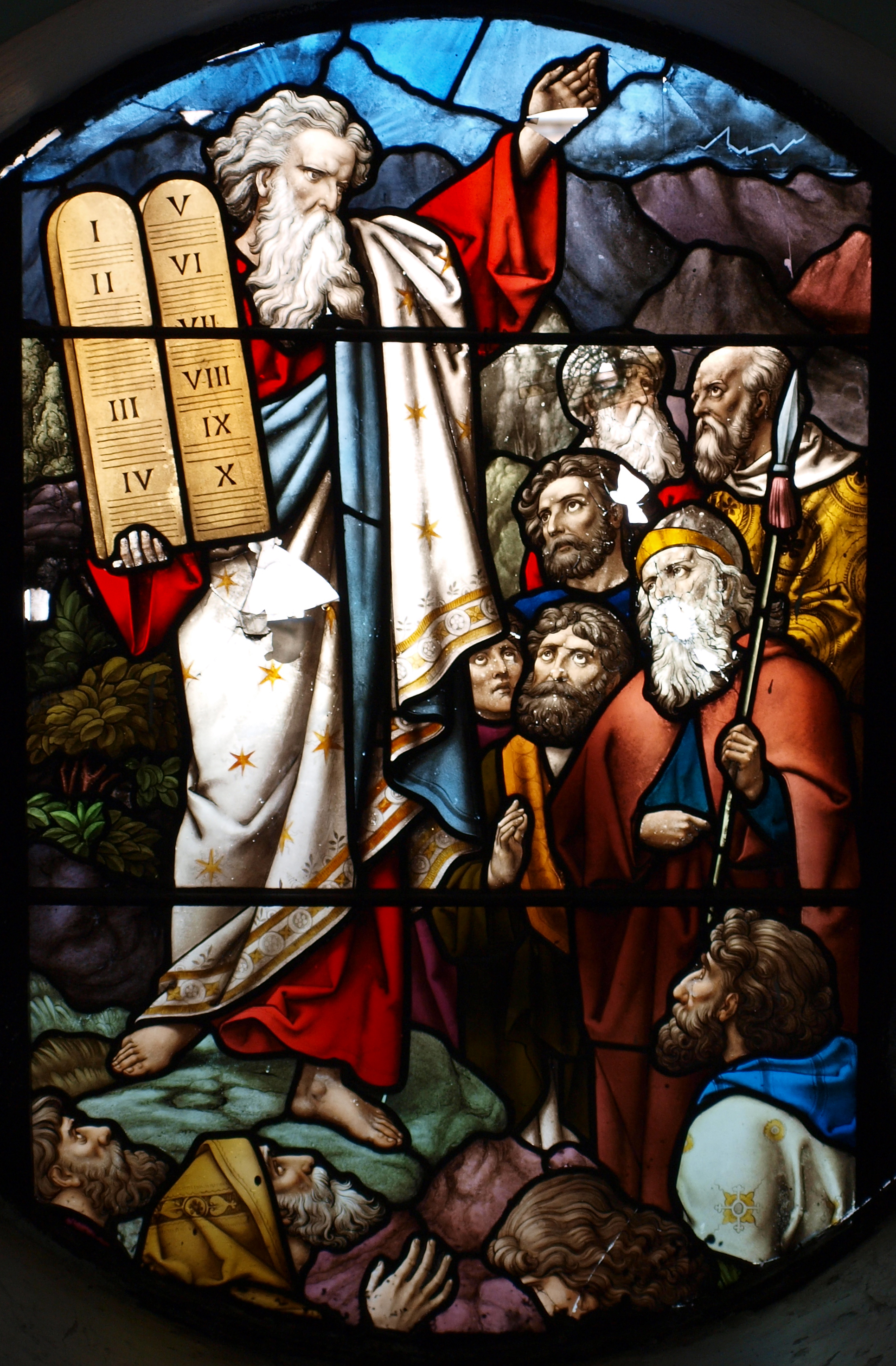
Moisés e os Dez Mandamentos.
Vitral no Hospital da Missão Inglesa, em Jerusalém.

Jesus explicando a Lei é um segmento rigidamente estruturado ("Tendes ouvido que foi dito:"..."Mas eu vos digo:") do Sermão da Montanha, relatado em Mateus 5:17–48 e Lucas 6:29–42. Ele ocorre logo depois das Bem-aventuranças e das metáforas do Sal e Luz.
Esta explicação está no centro da discussão sobre a relação entre as visões atribuídas a Jesus (ver Evangelho, Graça, Nova Aliança, Grande Mandamento e Supersessionismo) e às atribuídas a Moisés ou à Lei Mosaica, que definem assim a relação entre o Novo Testamento e o Antigo Testamento.

## Obediência à Lei
Em grego, πληρῶσαι, é interpretado como significando um dos seguintes significados: "estabelecer", "confirmar", "validar", "completar", "atualizar", "explicar adequadamente", "conquistar" ou "obedecer". Em contraste, a versão de Marcião de Lucas 23:2 afirma: "Descobrimos este sujeito pervertendo a nação e destruindo a Lei e os profetas".
Alguns argumentam que Jesus rejeitou alguns dos mandamentos aceitos da Lei Mosaica, como a guarda do sabbath, as leis sobre o divórcio, as leis dietárias e os feriados judaicos (como a Páscoa), ao mesmo tempo que aceitou outros e apresenta uma Nova Aliança principalmente através de antíteses.
De acordo com Agostinho de Hipona, Jesus expandiu a Lei, mas não a substituiu (veja supersessionismo). Outros utilizam uma analogia para explicar esta noção: João Crisóstomo se utilizou da analogia racial, afirmando que Jesus teria adicionado um complemento à distância a ser percorrida pelos cristãos, mas não mudou o princípio (o caminho já percorrido pelos judeus); Teofilacto da Bulgária se utilizou da imagem de um artista colorindo (os cristãos) um desenho já feito (os judeus) e Tomás de Aquino citou que a árvore ainda contém a semente que a gerou. Esta explicação se tornou a aceita pela Igreja Católica, mas foi questionada durante a Reforma protestante, com líderes do movimento como Martinho Lutero, João Calvino e Ulrico Zuínglio rejeitando a ideia de que Jesus teria acrescentado à Lei e propondo ao invés disso que Jesus apenas mostrou a verdadeira Lei que sempre existira, mas que fora pessimamente entendida pelos fariseus e outros líderes judeus. Os anabatistas tomaram a posição inversa e defenderam que Jesus reformou profundamente a Lei e rejeitaram qualquer coisa que a Bíblia não mencione explicitamente Jesus confirmando.
Mateus 5:18 diz "Enquanto não passar o céu e a terra, de modo nenhum passará da lei um só i ou um só til, sem que tudo se cumpra." Este "i" é a tradução para o português de iota, a menor letra do alfabeto grego, da mesma forma que yodh (י) é a menor no alfabeto aramaico. O "til" é a tradução de κερεία (uma palavra que significa literalmente "chifre"), que é uma espécie de marca minúscula, geralmente considerada pelos acadêmicos como se referindo à minúsculas projeções ("chifres") que diferenciam certas letras, como os ganchos em aramaico - ב versus כ, por exemplo. Em português, pode ser o ponto acima do "j" ou do "i". Assim, a frase se refere a qualquer minúcia, minúscula que seja, permanecendo inalterada e é este significado que "nem uma vírgula", uma frase comum em português que deriva deste trecho, tomou.
Mateus 5:19 condena os que pregam os "mínimos mandamentos", mas não os obedecem, ou seja, os hipócritas (veja O Cisco e a Trave e as críticas aos fariseus). A maior parte dos cristãos interpreta os "mínimos mandamentos" como obviamente se referindo à Lei Mosaica (vide 613 mandamentos).
Paulo não se opôs à observância da Lei Mosaica desde que ela não interferisse com a liberdade aos gentios. Porém, os judeus messiânicos (um grupo cristão) acreditam que a Lei deve ser observada por todos, incluindo os gentios.
Mateus 5:20 sutilmente condena os fariseus: apenas os que fossem mais justos do que eles poderiam entrar no Reino de Deus. O trecho de Mateus conhecido como críticas aos fariseus geralmente condena a maneira com a qual os fariseus observam a lei, retratando-os como excessivamente legalistas e aqui, novamente, Jesus não faz exceções. Este trecho inicia um padrão, repetido a seguir no Sermão da Montanha, no discurso sobre a ostentação, no qual a obediência pública e ostensiva ao comportamento religioso é condenada como sendo oca, dando preferência à observância interna e privada.

## Antítese da Lei
Esta seção do sermão é conhecida também como antítese da Lei. Há várias interpretações sobre a forma como o termo antítese é aplicado nesta passagem de Mateus. Alguns escritores usam-no como significando algo como "frases afirmando a Lei, mas indo além", como Greg Bahnsen e John Murray. Outros como significando algo como "contrário aos falsos exageros da Lei", principalmente Adam Clarke e John Gill. E há ainda os que usam-no como significando "diretamente contradizendo a lei" (possivelmente Marcião). O segundo dos quatro pilares básicos do dispensacionalismo afirma "Uma radical distinção entre a Lei e a graça; ou seja, são ideias mutuamente excludentes".
A Fórmula da Concórdia luterana, de 1577, no seu artigo V afirma: "Nos acreditamos, ensinamos e confessamos que a distinção entre a Lei e os evangelhos deve ser mantida na Igreja com grande diligência...". Martinho Lutero escreveu: "Assim, quem quer que conheça bem esta arte de distinguir entre a Lei e o Evangelho, coloquem-no numa posição de liderança e chamem-no de doutor das Sagradas Escrituras".

## Segmentos sobre temas específicos

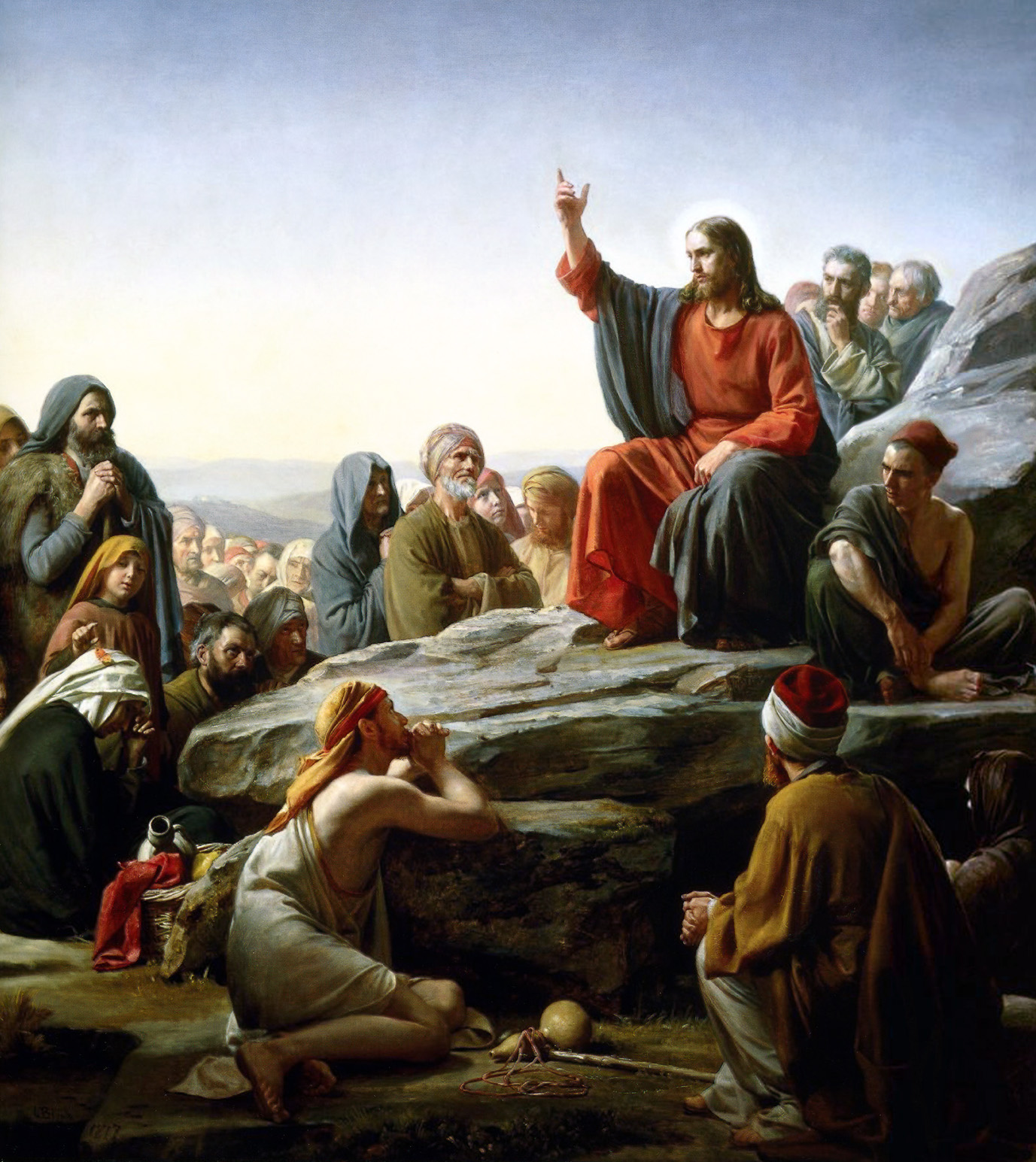
Sermão da Montanha.
Séc. XIX. Por Carl Heinrich Bloch.

Assim como uma discussão mais geral sobre a obediência à Lei, as explicações de Jesus também cobrem aspectos específicos da Lei em detalhe maior: "Raiva", "Adultério", "Divórcio", "Juramentos", "Vingaça" e "Amor aos inimigos".
Cada uma destas seções começa com uma citação das Escrituras que indica como a Lei oficialmente trata cada um destes assuntos e segue, dependendo da interpretação, expandindo o mandamento da Lei ao extremo ou fazendo uma exposição radicalmente contrária.

### Raiva
A primeira explicação (Mateus 5:21–26) é sobre o assassinato. Começando com uma citação do mandamento «Não matarás!» (Deuteronômio 5:17), Mateus descreve Jesus condenando a raiva que leva ao assassinato como algo tão ruim quanto o ato em si. Este ponto de vista é particularmente novo para Jesus, aparecendo no Antigo Testamento em Eclesiastes e na Sirácida (ou "Eclesiástico"), assim como no Livro de Enoque eslavônico, no Pesahim e no Nedarim. Jesus também aparece condenando pessoas que insultaram umas às outras, identificando especificamente o insulto de chamar alguém de "Raca". Os acadêmicos divergem sobre o quão insultoso o termo era - como exemplo, Hill acredita que era muito, enquanto que France acha que é pouco.
A explicação culmina com o que poderia ser facilmente visto como um conselho muito prático para que as pessoas se reconciliem com o próximo rapidamente, antes que a pessoa que você considera como inimigo possa levar a causa perante um juiz, já que uma vez preso, você precisará pagar sua fiança e ficará sem um tostão (o ceitil). Espiritualmente, você estaria igualmente falido por não ter percebido que seu inimigo é outra pessoa tão importante quanto você ou, possivelmente, que seu inimigo é uma reflexão de você.

### Adultério
A segunda explicação (Mateus 5:27–30) é sobre o adultério. Jesus primeiro cita o mandamento sobre o assunto (em Êxodo 20:14) e prossegue então afirmando que admirar uma mulher com desejo é igual ao ato do adultério em si.
A discussão em Mateus continua com duas frases, hoje em dia muito famosas, que aparecem também, de alguma forma, em Marcos 9:43, Marcos 9:47 e Mateus 18:8–9:
- "Se o teu olho direito te serve de pedra de tropeço, arranca-o e lança-o de ti!"
- "Se a tua mão direita te serve de pedra de tropeço, corta-a e lança-a de ti!"

O racional de Jesus, segundo Mateus, é que ele considera melhor se livrar de vez do pecado cortando uma parte fora do que condenar o todo à Geena (Inferno).

### Divórcio
A terceira explicação (Mateus 5:31–32), geralmente considerada como uma continuação da anterior, sobre o adultério, é comparativamente curta. Ela começa como uma referência a Deuteronômio 24:1, que requer que um homem expulse sua mulher por "achar alguma coisa indecente" dando-lhe uma carta formal de repúdio. Porém, a explicação descreve Jesus condenando qualquer um que, exceto no caso de porneia ("infidelidade"), divorcie-se de sua esposa e faz dela uma adúltera. E acrescenta: "Qualquer que se casar com a repudiada, comete adultério".
Paulo, escrevendo na metade do século I, também cita Jesus proibindo o divórcio sem fazer nenhuma exceção: «Aos casados, porém, dou mandamento, não eu, senão o Senhor, que a mulher se não separe do marido (mas se ela se separar, fique sem casar, ou reconcilie-se com seu marido); e que o marido não deixe a sua mulher.» (I Coríntios 7:10–11). Porém, "aos outros", Paulo, de sua própria autoridade ("Digo eu, não o Senhor"), ensina em I Coríntios 7:12–16 que alguém que, ao se tornar cristão, for abandonado por uma esposa não cristã não está mais preso àquela esposa (uma regra conhecida posteriormente como Privilégio paulino).
Desde o princípio, a Igreja Católica claramente foi contra o divórcio. Santo Agostinho afirmou "O contrato de casamento não se desfaz pela intervenção do divórcio; assim eles continuam casados um com o outro mesmo após a separação e cometem adultério com quem quer que se juntem, mesmo após seu próprio divórcio, seja a mulher com um homem, ou um homem com uma mulher".

### Juramentos
A terceira (ou quarta) explicação (Mateus 5:33–37). Enquanto Gundry acredita que esta segue a explicação anterior sobre o divórcio, uma vez que o Deuteronômio discute os assuntos um após o outro (em ordem invertida, porém), os demais acadêmicos acreditam que se trata de uma simples progressão natural, como se um dos assuntos legais importantes daquela época fosse o voto de casamento.
A explicação se inicia com uma citação da tradução da Septuaginta do Antigo Testamento, que parece ser de Números 30:2. Ainda que o texto condene explicitamente o perjúrio, o segmento também pode estar falando de "quebrar um juramento" e alguns traduzem o trecho de forma muito menos restritiva, como "não faça juramentos apressadamente".
De acordo com Mateus, Jesus instrui o povo a sempre responder com "Sim, sim; Não, não". Esta fórmula também aparece em II Coríntios 1:17.

### Vingança
A penúltima explicação (Mateus 5:38–42), que tem um paralelo parcial no Sermão da Planície de Lucas, é sobre punições. Ela começa com uma citação da lei de Talião - olho por olho - que pode ser encontrada em três dos códigos legais no pentateuco (no código deuteronomico, no código sagrado (Levítico) e no código da Aliança (Êxodo). Embora este princípio de punição retributiva remonte pelo menos o código de Hamurabi, já no século I d.C. ele havia sido superado por um sistema de multas e, por isso, diversos acadêmicos consideram que é o princípio da retribuição como um todo - e não apenas a Lei de Talião - que Jesus estava discutindo na passagem.
Tendo feito a citação, Mateus prossegue descrevendo Jesus dizendo que as pessoas deveriam "dar a outra face" e, superficialmente, parece afirmar que as pessoas não deveriam resistir ao mal de maneira nenhuma, chegando ao ponto de recomendar que se dê a alguém a capa quando for processado pela túnica ou que se ande dois mil passos quando for compelido a andar mil. Embora este trecho possa aparentemente advogar um grau extremo de pacifismo, muitos cristãos rejeitam esta interpretação. De acordo com France, as palavras gregas traduzidas como "Não resistais" tem um significado muito mais restrito e deveriam ter sido traduzidas como "Não resistais por meios legais".

### Amor pelos inimigos
A explicação final (Mateus 5:43–48) é sobre o tema do amor. Ela começa fazendo uma citação - hoje famosa - do Levítico - «Não te vingarás nem guardarás ira contra os filhos do teu povo, mas amarás o teu próximo como a ti mesmo: eu sou Jeová.» (Levítico 19:19), cuja segunda metade é também conhecida como Grande Mandamento. Num trecho posterior, quando perguntado sobre quem seria o "próximo", Jesus responde com a Parábola do Bom Samaritano. Mateus prossegue a citação afirmando que ela inclui "aborrecerás o teu inimigo", algo que não está incluído no mandamento levítico. A alegria com a morte dos perversos é por vezes celebrada em versículos do Antigo Testamento, como em Salmos 137:9 (veja Salmos imprecatórios), mas o julgamento é sempre deixado de forma final para Deus. O ódio pelos inimigos pode, porém, ser encontrado nas regras da comunidade de Qumran. No Novo Testamento, passagens como Lucas 14:26 já foram por vezes interpretadas como uma defesa ao ódio, mas exegese posterior mostrou-as imperfeitas. Veja também Não vim trazer a paz, mas a espada.
A atitude de Deus é contrastada com a dos coletores de impostos (τελῶναι - versículo 46 - algumas vezes traduzidos como publicanos) e gentios (ἐθνικοί - versículo 47 -, mas alguns manuscritos trazem τελῶναι novamente). Os coletores de impostos referidos são judeus empregados pelos romanos para coletar os impostos em seu lugar, algumas vezes extorquindo fundos adicionais e, consequentemente, pessoas que eram vistas pelo povo como traidores e criminosos. Elas eram portanto o resto do resto e não ser considerado melhor do que eles era um insulto terrível, algo como ser colocado no mesmo nível dos não judeus. O argumento básico da alegoria então é que, uma vez que mesmo estes indivíduos rejeitados amam suas famílias e amigos, então se você amar apenas os que estão próximos de ti, não serás melhor do que eles e, portanto, para se manter acima deles, deverás amar seus inimigos.
Esta explicação e o conjunto completo culminam com a instrução: "Sede vós, pois, perfeitos, como vosso Pai celestial é perfeito." Esta é literalmente a Imitatio Dei - a "imitação de Deus" - e também aparece no Sermão da Planície de Lucas. Ela se origina no comando fundamental do código Sagrado: "Seja santo pois Deus é santo".